# Jerónimo Román de la Higuera
Jerónimo Román de la Higuera, en otras fuentes Ramón de la Higuera, o Padre Higuera de Toledo (Toledo, 28 de agosto de 1538 - 14 de septiembre de 1611) fue un clérigo jesuita e historiador español.

## Biografía
Se había graduado en Artes y Teología por la Universidad de Santa Catalina de Toledo, donde llegó a regentar un curso de Artes. Era sacerdote y ejerció en Murcia y Toledo; enseñaba filosofía en Alcalá de Henares cuando decidió hacerse jesuita en diciembre de 1562. Fue maestro de gramática latina y humanidades en distintos colegios de la Compañía de Jesús. Escribió un poema en latín de Sancto Torpete Martyre sobre San Eutropio en dos libros y más de seiscientos versos. Aficionado a la historia, coleccionaba y amontonaba datos y noticias sin sentido crítico, por lo que no llegaba a concluir sus obras ni imprimió ninguna; de carácter polémico, escribía memoriales a la Inquisición contra sus superiores en los colegios donde se le acogía. En algunas bibliografías jesuíticas se le atribuyen hasta veinticinco títulos.
Falsificó hábilmente la historia cristiana antigua de España para engrandecerla aprovechando el nombre de autores oscuros y sin apenas obra y rellenando con invención periodos vacuos de noticias, torciendo o desfigurando textos para apoyar sus propósitos y, en suma, mintiendo. De sus imposturas da un útil resumen Rubén Díaz Caviedes. En el contexto intelectual de finales del siglo XVI, entre el manierismo y el barroco, propicio a la exageración y lo aparente, y contemporáneamente al descubrimiento de los famosos (y falsos) plomos del Sacromonte, Higuera redactó (1594) unos también famosos Cronicones que presentó como de origen paleocristiano, obra de Flavio Lucio Dextro, Luitprando, Marco Máximo, Heleca, Julián Pérez o Aulo Halo. Incluso antes de su impresión póstuma, en 1619 (Fragmentum Chronici sive omnimodae historiae Flavii Lucii Dextri Barcinonensis, in lucem editum et vivificatum zelo et labore P. Fr. Ioannis Calderon, Caesaraugustae, apud Ioannem a Lanaia et Quartanet, 1619), fueron ampliamente divulgados y discutidos en un debate en el que, curiosamente, él mismo intervino desde una posición escéptica. 
Juan Bautista Pérez, obispo de Segorbe, los consideró falsos ya en 1595, pero Gregorio de Argaiz defendió su autenticidad en toda su obra (1667-1675). La Censura de historias fabulosas (1652), de Nicolás Antonio parecía haber terminado de probar el fraude, pero el Padre Mariana, la mayor autoridad de la época, aunque también escéptico, no los había refutado completamente, de forma que siguieron ocupando el tiempo de los eruditos hasta el siglo XVIII, cuando Gregorio Mayans todavía tenía que esforzarse en demostrar su falsedad.

## Obras
- Poema de Sancto Torpete Martyre
- Fragmentum Chronici sive omnimodae historiae Flavii Lucii Dextri Barcinonensis, in lucem editum et vivificatum zelo et labore P. Fr. Ioannis Calderon, Caesaraugustae, apud Ioannem a Lanaia et Quartanet, 1619, póstumo.
- Historia eclesiástica de España [en Biblioteca Nacional de España (BNE), ms. 1638]
- Historia eclesiástica de la imperial ciudad de Toledo y su tierra (en BNE, mss. 1639-1641, y en Biblioteca de la Universidad de Salamanca, mss. 1830-1837)
- Historia del levantamiento y motín de los nuevamente convertidos en el reino de Granada y algunos ilustres martirios que en ella padecieron algunas personas por la confesión de la Fee Catolica que fueron muchas en numero y sucesos de la guerra desde el año del Señor de 1068 (en Biblioteca de la Real Academia de la Historia)
- Historia de la casa profesa de la Compañía de Jesús en Toledo
- Defensa de las Reliquias del Sacro Monte de Granada
- Historia del colegio de Plasencia
- Historia del Colegio de Santa Anna y San Vicente martir, de la Compañía de Jesús que fundó el Ilustrísimo y Reverendissimo Señor D. Gutierre de Carvajal, obispo de la misma ciudad (en Biblioteca de la Real Academia de la Historia)
- Discurso sobre si San Tirso mártir fue español y natural de Toledo, manuscritos en la Biblioteca de la Real Academia de la Historia, BNE, Biblioteca Universitaria de Salamanca y Archivo del Sacromonte de Granada.